# Phanerotoma glabra
Phanerotoma glabra är en stekelart som beskrevs av Telenga 1941. Phanerotoma glabra ingår i släktet Phanerotoma och familjen bracksteklar. Inga underarter finns listade i Catalogue of Life.